# Вальтер Даль
Вальтер Даль (нім. Walther Dahl; 27 березня 1916, Луг — 25 листопада 1985, Гайдельберг) — німецький льотчик-ас винищувальної авіації, оберст люфтваффе (30 квітня 1945). Командир Лицарського хреста Залізного хреста з дубовим листям.

## Біографія
1 листопада 1935 року вступив у піхоту. Навесні 1938 року переведений в люфтваффе. Пройшов льотну підготовку і був направлений на службу інструктором в льотну школу. В травні 1941 року переведений в 2-у групу 3-ї винищувальної ескадри. Учасник боїв над Ла-Маншем та Німецько-радянської війни. Першу перемогу здобув 22 червня 1941 року в районі Львова, збивши радянський винищувач І-15; в тому ж бою його літак отримав пошкодження, Даль здійснив вимушену посадку і був взятий у полон, проте йому вдалося втекти і наступного дня перейти лінію фронту. Потім призначений ад'ютантом командира своєї групи Гордона Голлоба. До 15 жовтня 1941 року мав на своєму рахунку 17 літаків. В січні 1942 року разом із групою був перекинутий на Сицилію. З серпня 1942 року — ад'ютант командира 3-ї винищувальної ескадри Вольфа-Дітріха Вільке. Влітку-восени 1942 року в боях під Сталінградом збив 25 радянських літаків. В травні 1943 року переведений в штаб інспектора винищувальної авіації. З 20 липня 1943 по 30 травня 1944 року командував 3-ю групою 3-ї винищувальної ескадри «Удет», яка діяла на Східному фронті, а з серпня 1943 року — в Західній Німеччині. 29 січня 1944 року його група збила 15 бомбардувальників В-17 (з них 2 збив особисто Даль). В травні-червні 1944 року командував винищувальною ескадрою особливого призначення в Ансбаху. 27 червня 1944 року призначений командиром 300-ї винищувальної ескадри, яка базувалася на території Німеччини і складалася з груп штурмової авіації. 7 липня 1944 року ескадра Даля атакувала частини 8-ї повітряної армії США і збила 58 бомбардувальників та 24 винищувачі. Наприкінці вересня 1944 року на рахунку Даля були 75 збитих літаків. 30 листопада 1944 року за наказом Германа Герінга посаджений під домашній арешт за відмову злітати в негоду. В січні 1945 року ескадра Даля зазнала великих втрат і практично перестала існувати. 26 січня 1945 року призначений інспектором денної винищувальної авіації, залишався на цій посаді до кінця війни, продовжуючи брати участь у бойових вильотах.
Всього за час бойових дій здійснив 678 бойових вильотів і збив 129 літаків, з них 77 радянських (в тому числі 34 Іл-2) і 23 чотиримоторні бомбардувальники В-17 і 7 В-24.

## Нагороди
- Нагрудний знак пілота
- Медаль «За вислугу років у Вермахті» 4-го класу (4 роки)
- Залізний хрест 2-го і 1-го класу
- Почесний Кубок Люфтваффе (23 грудня 1941)
- Авіаційна планка винищувача в золоті
- Кримський щит
- Нагрудний знак «За поранення» в сріблі
- Німецький хрест в золоті (2 грудня 1942) — за 50 перемог.
- Лицарський хрест Залізного хреста з дубовим листям
  - лицарський хрест (11 березня 1944) — за 67 перемог.
  - дубове листя (№724; 1 лютого 1945) — за 100 перемог.
- Відзначений у Вермахтберіхт (8 липня 1944)